# Aizoon glabrum
Aizoon glabrum là một loài thực vật có hoa trong họ Phiên hạnh. Loài này được Ewart mô tả khoa học đầu tiên năm 1908.